# Transparentalité

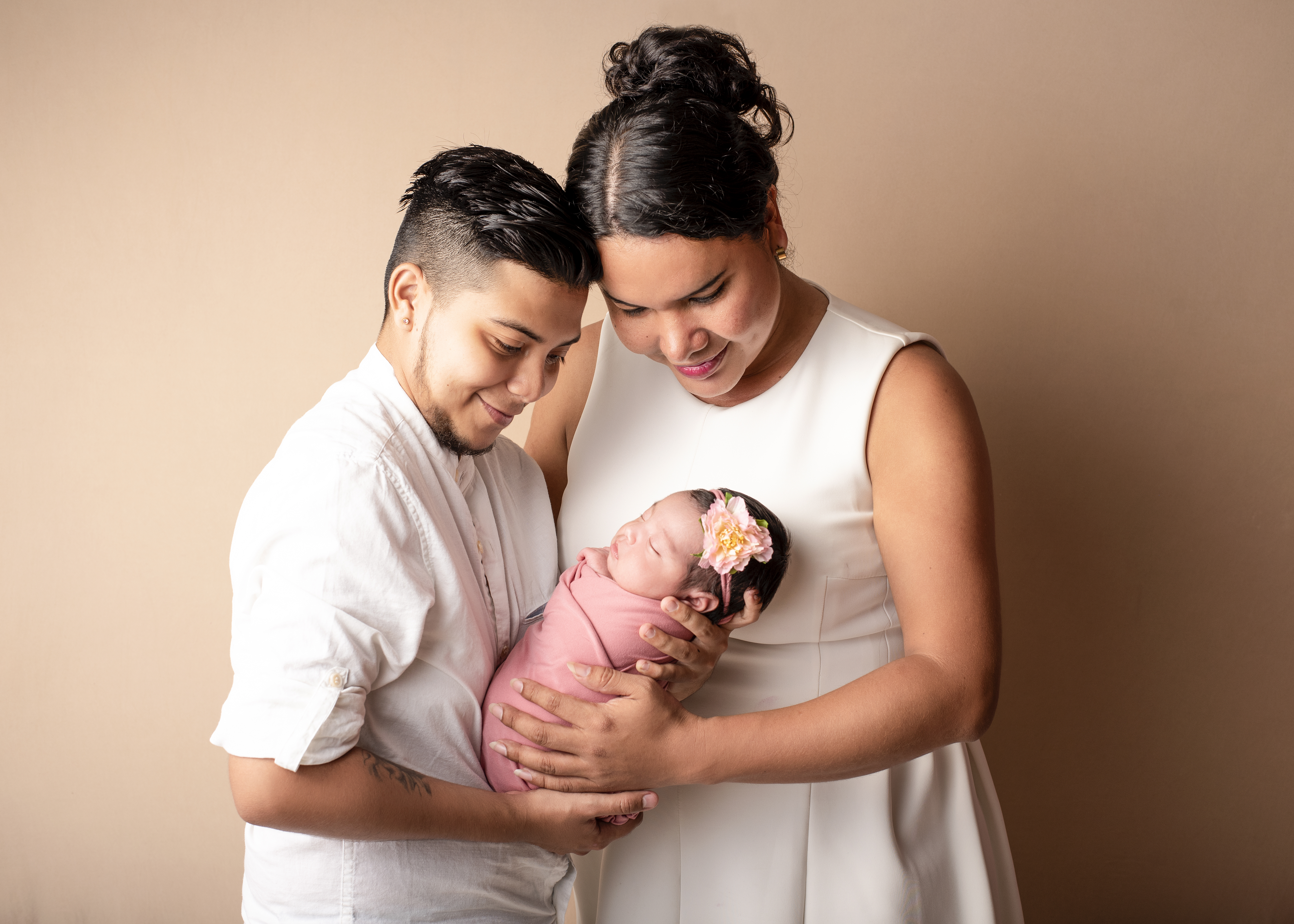
Zack Elías et Diane Rodríguez avec leur fille

La transparentalité est un type familial dans lequel au moins un des parents est trans. La parentalité concerne une très grande partie de la population trans, qui devient généralement parente avant d'entamer sa transition. Pour les personnes trans qui deviennent parent post-transition, les modalités concrètes (adoption, conception par relation sexuelle, par autoconservation ou don de gamètes, gestation pour autrui) du devenir parent dépendent non seulement des possibilités biologiques des couples, mais aussi de la légalité ou non des techniques d'aide à la procréation du pays considéré. 
La transphobie et l'homophobie sont des obstacles à l'accès à la parentalité des personnes trans, que ce soit par l'existence de lois ou pratiques discriminantes, comme l'obligation d'effectuer des chirurgies stérilisantes pour pouvoir effectuer un changement d'état civil, mais aussi en altérant la confiance en soi et les conditions matérielles d'existence.

## Démographie
Dans une étude française réalisée en 2014, 49% des participants trans sont parents avant la transition et 14% souhaitent le devenir après,. Une autre étude réalisée en 2011 sur plus de six mille personnes trans et non-conformes de genre en 2011, montre un pourcentage de 38% de parents dont près de la moitié avec un enfant actuellement à charge.
Plus la transition est tardive dans la vie d'une personne trans, plus celle-ci a de chances d'être parent.

## Rapport des personnes trans à la parentalité
La transphobie rend l'accès à la parentalité complexe ; en plus des nombreux pays où le changement de genre à l'état civil ne peut se faire qu'après avoir effectué une chirurgie stérilisante, de nombreuses personnes trans ne se retrouvent en position suffisamment stable à leurs yeux que tard dans leur vie et la violence subie diminue leur confiance en eux, et a fortiori en leur capacité à être parents.  

## Formes de transparentalité

### Transition après la naissance
Une étude de 2006 réalisée aux États-Unis sur 27 parents trans montre un très long temps entre le premier coming out trans, réalisé auprès du ou de la conjointe, et la transition effective, avec une moyenne d'une période de neuf ans et demi ; un long temps entre le coming out et la transition est corrélé avec des relations plus difficiles entre le parent trans et ses enfants. La transition est une période de fréquente rupture entre les parents, qui s'accomagne dans 30% des cas d'une tentative du partenaire cis d'éloigner les enfants du parents trans. Toutefois, l'existence d'une relation conflictuelle entre les parents n'est pas corrélée avec des difficultés dans la relation parent-enfant, que ce soit le parent trans ou le parent cis. 

### Conception post-transition

Lois sur le changement légal d'identité des personnes trans par pays.
Changement légal d'identité, sans chirurgie obligatoire
Changement légal d'identité, chirurgie obligatoire
Absence de changement légal d'identité
Inconnu/ambigu

Les conditions de conception pour les personnes trans dépendent à la fois de leur propre identité de genre et de celle de leur partenaire, qui influe les techniques médicales qu'elles peuvent utiliser, mais aussi des contraintes légales de leur pays, qui limitent l'accès à ces techniques, soit à tous, soit spécifiquement aux personnes trans et/ou aux couples homosexuels. 
En particulier, de nombreux pays ont ou continuent à exiger une stérilisation ou une chirurgie de réassignation sexuelle stérilisante comme condition nécessaire à un changement de la mention de sexe à l'état civil.

#### Don de sperme
Dès le milieu des années 1990 en France, les couples hétérosexuels formés d'un homme trans et d'une femme cis peuvent avoir accès au don de sperme et à la procréation médicalement assistée, à condition que ce soit la conjointe qui accouche ; c'est le cas notamment à l'hôpital Cochin. Un protocole de soin particulier, confié à la SoFECT, a cependant été utilisé dans cet hôpital pour diagnostiquer et trier les couples et les futurs pères qui pouvaient avoir accès à cette procédure,. 

#### Autoconservation des gamètes
En ce qui concerne la conservation des gamètes des personnes trans, les standards de soins de l'Association professionnelle mondiale pour la santé des personnes transgenres recommandent d’assurer la possibilité de l’auto-conservation des gamètes avant toute transformation, et la loi française prévoit que « toute personne dont la prise en charge médicale est susceptible d'altérer la fertilité (...) peut bénéficier du recueil et de la conservation de ses gamètes ou de ses tissus germinaux ». 
Les femmes trans peuvent ainsi faire le choix pré-transition de conserver leur sperme ; toutefois l'utilisation de ces gamètes avec leur conjointe cis ou leur conjoint trans n'est pas toujours possible : si elle est par exemple réalisable en Belgique, ce n'est pas le cas de la France qui impose l'usage du sperme d'un donneur tiers,.

#### Réception d'ovocyte du partenaire
La réception d'ovocyte de la partenaire (ROPA) est une technique qui permet, dans le cadre de la transparentalité, qu'un homme trans puisse donner ses ovocytes tandis que sa ou son partenaire réalise la grossesse ou, inversement, qu'il soit enceint avec l'ovocyte de son ou de sa conjointe. 
Si de nombreux pays interdisent directement cette technique, notamment en France, ceux qui l'autorisent, États des États-Unis, le font à la fois pour les couples lesbiens et les hommes trans. La possibilité pour le donneur d'ovocytes d'être le parent légal dès la naissance de l'enfant n'est toutefois pas possible dans tous les endroits où la ROPA est autorisée.

#### Grossesse d'hommes trans

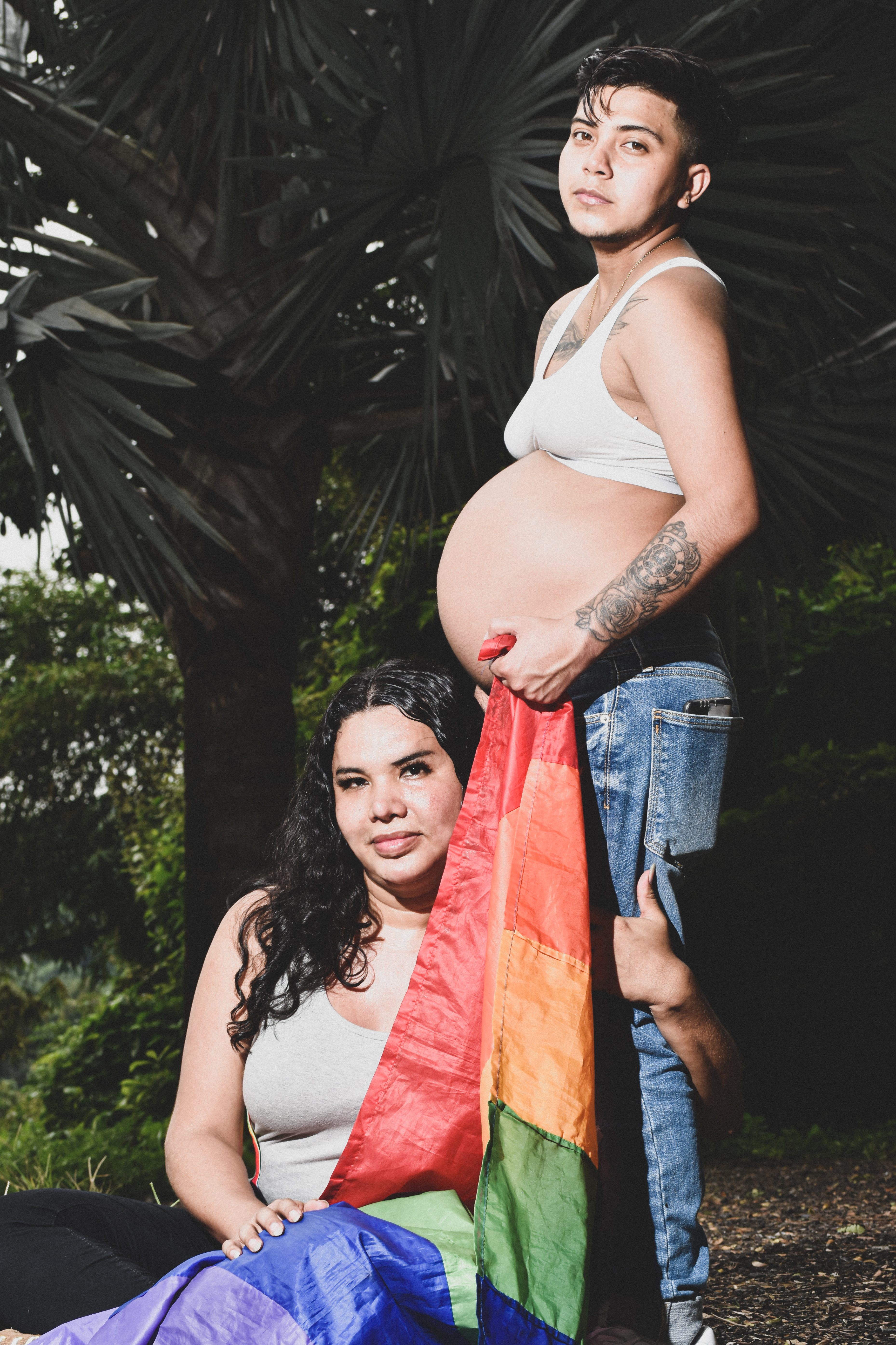
Zack Eliaz posant enceint aux côtés de Diane Rodríguez

Si la prise de testostérone diminue la fertilité, elle n'est toutefois pas contraceptive et n'empêche ainsi pas des hommes trans de tomber enceint à la suite de rapports sexuels s'ils ont pu préserver leurs ovaires et leur utérus, . Si des cas de grossesses involontaires sont documentés, plusieurs pays, dont la France, excluent les hommes trans des parcours de procréation médicalement assistés, à l'exception des conjoints de femmes gestantes.
Même si ces grossesses sont possibles, elles s'accompagnent souvent de difficultés administratives ; ainsi, en Belgique et au Royaume-Uni, les hommes trans qui mettent au monde un enfant sont considérés comme des « mères » à l’état civil,.

##### Médiatisation de grossesses
Matt Riz, un homme transgenre, a enfanté un fils nommé Blake en octobre 1999 grâce aux dons de sperme de trois amis cisgenres au cours d'une relation avec l'écrivain transgenre Pat Califia.
Thomas Beatie, un autre homme trans, a donné naissance à trois enfants. Il a choisi de devenir enceint après l'annonce de la stérilité de sa femme Nancy, grâce à un don de sperme cryogénique et une seringue ; le processus global ayant été réalisé à la maison. Thomas a écrit un article sur l'expérience dans The Advocate. The Washington Post a développé l'histoire le 25 mars, quand le blogueur Emil Steiner a appelé Beatie le premier homme « légalement » enceint, en référence à certains états ayant reconnu juridiquement Beatie en tant qu'homme,. En 2010, le Guinness World Records a reconnu Beatie comme le « First Married Man to Give Birth » (premier homme marié à accoucher). Beatie a donné naissance à une fille nommée Susan Juliette Beatie, le 29 juin 2008,. Barbara Walters a annoncé la deuxième grossesse de Beatie sur The View, et Beatie a donné naissance à un garçon nommé Austin Alexander Beatie, le 9 juin 2009. Beatie a donné naissance à son troisième enfant, un garçon, nommé Jensen James Beatie, le 25 juillet 2010,.
Yuval Topper, un homme transgenre israélien, a donné naissance à un enfant le 28 décembre 2011.

##### Représentations culturelles
Le 14 septembre 2021, la nouvelle norme 14.0 d’Unicode est approuvée. Parmi les nouveaux émojis ajoutés se trouvent ceux d’une femme enceinte et d’un homme trans enceint.

#### Grossesse théorique de femmes trans
La question théorique de la grossesse extra-utérine pour les personnes n'ayant pas d'utérus, et notamment les femmes trans, a été abordée par les spécialistes du domaine de la médecine, qui soulignent que la notion d'implantation extra-utérine, bien que théoriquement plausible, n'a jamais été tentée et qu'il serait difficile de la justifier, même pour les femmes cis, en raison des risques encourus pour la santé de la mère et de l'enfant,. 
Robert Winston, l'un des pionniers de la fécondation in vitro, pense que celle-ci peut se faire via l'implantation d'embryon dans l'abdomen ; le placenta étant attaché à un des organes internes tel que le côlon et, plus tard, livré par césarienne,,. L'implantation d'embryon extra-utérine le long de la paroi abdominale, et ainsi la croissance du placenta, pourrait cependant être très dangereuse et potentiellement mortelle à l'accouchement ; il est donc peu probable qu'elle soit étudiée chez l'être humain,.
En Inde en 2022, la greffe d'un utérus sur une femme trans est en projet.

#### Gestation pour autrui
Dans les pays où la gestation pour autrui est légale (en), celle-ci peut être limitée aux couples hétérosexuels, excluant ainsi les femmes trans lesbiennes ; c'est notamment le cas de l'Ukraine.

## Études sur les enfants de familles transparentales
Selon une étude réalisée par Petra de Sutter en 2014 auprès de personnes trans, la situation de transparentalité n’influence pas le développement du genre et de la sexualité d’un enfant : il n’y a aucune constatation de questionnements plus marqués au niveau du développement sexuel ou de l’identité de genre des enfants issues de ces familles.

## Représentations
Le roman Detransition, Baby parle notamment de la quête de maternité d'une femme trans.